# Newport, Isle of Wight
Newport är en stad på ön Isle of Wight i södra England. Staden är huvudort för grevskapet och enhetskommunen Isle of Wight och ligger strax norr om öns mittpunkt. Den ligger i civil parishen Newport and Carisbrooke. Tätorten (built-up area) hade 25 407 invånare vid folkräkningen år 2021.
Det finns tecken från romersk bosättning i området, som romarna antas ha kallat Medina, bland annat två romerska villor av vilken en, Newport Roman Villa, grävts fram och öppnas för allmänheten.